# وزارة المالية (أذربيجان)
وزارة المالية (بالأذرية: Azərbaycan Respublikası Maliyyə Nazirliyi) - هي السلطة التنفيذية المركزية التي تتشكل إدارة المالية العامة و تنفيذ السياسة المالية في جمهورية أذربيجان. تعمل وزارة المالية وفقًا للوائح المعتمدة بموجب مرسوم رئيس جمهورية أذربيجان رقم 48 المؤرخ 9 فبراير 2009. ويتولى رئاستها سامير شريفوف ونائب الوزير الأول هو إلقار فتيزاده.

## النظام الأساسي للوزارة

### هيكل الوزارة
- إدارة الوزارة
- وكالة خزانة الدولة
- وكالة إدارة ديون الحكومية
- خدمة الرقابة المالية للدولة
- خدمة الدولة لمراقبة المعادن الثمينة والأحجار الكريمة
- وزارة المالية لجمهورية نخجوان الذاتية

### الأهداف الأساسية
- يتطور تنفيذ سياسة الدولة في مجال المالية والميزانية والضرائب لجمهورية أذربيجان ويضمان بمشاركة الهيئات الحكومية ذات الصلة وغيرها من المنظمات
- يضمن إعداد مشروع الدولة والميزانيات الموحدة وفقا للتشريعات الحالية
- يضمن تنفيذ ميزانية الدولة وفقا للتشريع
- ينظم ويكفل تنفيذ سيطرة الدولة وسيطرة الدولة في مجال إنتاج ومعالجة وتداول المعادن الثمينة والأحجار الكريمة في البلاد بالطريقة وفي الحالات المنصوص عليها في التشريعات
- ينظم إدارة الدين العام وإصدار ضمانات الدولة ويطور ويضمن تنفيذ سياسة الدين العام[4]

## قيادة
- وزير المالية - ساحيل بباييف [5]
- نائب الوزير الأول - إلقارفتي أغلو فتيزاده.
- نائب الوزير - العودة إلى عاذر عزيز أوغلو
- قائد الإدارة - ناميج سليمان أغلو سليمانوف